# C. J. Hinke
Carl John Hinke, meglio conosciuto come C.J. Hinke o CJ Hinke, (1950), è un editore, traduttore e bibliografo statunitense conosciuto in modo particolare per il suo lavoro nell'editoria per l'infanzia in lingua latina e tailandese..
Importante è inoltre il suo impegno come attivista, che iniziò con la sua opposizione alla Guerra del Vietnam e che lo vide nel 2009 come membro del comitato di gestione di WikiLeaks.

## Biografia
Carl John Hinke nacque nel 1950 nel New Jersey da una famiglia di Quacqueri. Fin dal 1966, quando aveva solo 16 anni, divenne uno degli organizzatori del movimento pacifista che si opponeva alla guerra del Vietnam, e come tale fu tenuto in stato di fermo più di 35 volte in occasione delle manifestazioni di disobbedienza civile. Dopo il suo trasferimento in Canada nel 1976, CJ Hinke fu l'ultimo cittadino americano ad essere arrestato ed estradato per questi motivi il 12 dicembre 1976. Il 21 gennaio 1977 come primo atto da Presidente degli Stati Uniti d'America, Jimmy Carter diede la grazia a CJ Hinke
Nel 1989 si trasferì in Thailandia, dove nel 2006 creò il movimento Freedom Against Censorship Thailand (anche nota con l'acronimo FACT) allo scopo di combattere la censura nella società tailandese.
È poi stato tra i fondatori della Society Protecting Intact Kinetic Ecosystems (SPIKE) per difendere le foreste della costa occidentale dell'isola di Vancouver.
Nel 2009 ha fatto parte del comitato di gestione di Wikileaks.